# ألم وهمي
الالم الوهمي هو إحساس الذين بترت أو فقدت أطرافهم أن أطرافهم المبتورة أو المفقودة لا تزال تلتصق بالجسم وتتحرك بشكل مناسب مع أجزاء أخرى من الجسم. خسارة العضو تكون نتيجة ازالة بتر أو نقص بالطرف منذ الولادة. بالرغم من ذلك، الالم الوهمي يمكن ان يحصل نتيجة تعطيل عصب أو اصابة الحبل الشوكي. وتسجل الأحاسيس في معظم الأحيان بعد بتر الذراع أو الساق، ولكن قد تحدث أيضا بعد إزالة الثدي أو الأعضاء الداخلية. ألم الطرف الشبحي هو شعور الألم في الطرف الغائب أو جزء من أحد أطرافه. والإحساس بالألم يختلف من فرد إلى آخر.
آلم الطرف الوهمي هو مصطلح يطلق على أي ظاهرة حسية التي يشعر بها الشخص في أطرافه الغائبة أو في جزء من أطرافهم. لقد كان من المعروف أن 80٪ على الأقل من مبتوري الأطراف تولدت لديهم تجربة الأحاسيس الوهمية في وقت ما من حياتهم. البعض يتعرض لمستوى معين من هذه الآلام الوهمية في الطرف المفقود لبقية حياتهم.
مصطلح "أطراف الاشباح " قد صيغ لأول مرة من قبل طبيب الأعصاب الأمريكي سيلاس وير ميتشل في عام 1871. وصف ميتشل "آن الاطراف لها ارواح تطارد العديد من الجنود الذين خسروا اطرافهم، بين الحين والآخر وتعذبه " في 1551، سجل الجراح العسكري الفرنسي أمبرواز باري وثائق الأولى من ألم الاطراف الشبحية عندما ذكر أنه " ان المرضى، بعد فترة طويلة من إجراء البتر، يقولون أنهم لا يزالون يشعرون بألم في الجزء المبتور"."

## الأنواع
وهناك أنواع مختلفة من الأحاسيس التي من الممكن ان يشعر بها الشخص الذي يعاني من هذه الالام: 
- احاسيس متعلقة بموقع الطرف الوهمي وطوله وحجمه. على سبيل المثال الشعور بان الطرف الوهمي يسلك سلوك الطرف الحقيقي مثل الجلوس مع ثني الركبة أو الشعور بأن الطرف الوهمي ثقيل مثل الطرف الآخر وفي بعض الأحيان يختبر ما يعرف بالتصغير. هذا شعور بان الطرف الوهمي يصغر تدريجيا مع الوقت.
- أحاسيس حركية (الشعور مثلا أن قدم الوهمية تتحرك).
- الإحساس باللمس، ودرجة الحرارة والضغط والحك. تم تسجيل العديد من التقارير من مبتوري الأطراف بآنه قد تولد لديهم الشعور بالحرارة وخز والحكة والألم.

## علامات وأعراض
يظهر الألم الوهمي من خلال الإحساس في الألم في جزء من الجسم الذي تمت إزالته.

## علم الأوبئة
هناك علاقه ما بين ألم والإحساس في الاطراف الوهميه ويجب التمييز بينهم. فالالم في الاطراف الوهميه يحدث بسبب بتر الطرف بينما الإحساس في الاطراف الوهميه يحدث بسبب نقص بالطرف منذ الولادة، اصابه في الحبل الشوكي، أو بتر الأطراف. من المرضى الذين تم بتر اطرافهم يعانون بشكل مباشر من ألم في الاطراف الوهميه. 75٪ من الأفراد الذين يعانون من الم الاطراف الوهمي يشعرون به بعد انتهاء البنج،25 ٪ من المرضى يعانون من الم الاطراف الوهمي بعد اسابيع من عملية البتر. وايضا جزء منهم يعاني من الإحساس في الاطراف الوهميه. لم يتم اثبات أي علاقه بالنسبة للعمر أو الجنس بألم الأطراف الوهمية، بينما تم اكتشاف علاقه ما بين طول الجذع وحالات الألم الوهمي فكل ما انخفض طول الجذع زادت حالات الالم الوهمي ولكن لم يتم اثباتها بشكل كامل.

## الفيسيولوجيا المرض
تم استنباط الاسس العصبية للألم الطرف الوهمي من النظريات والملاحظات التجريبية. لا يوجد معلومات كافيه عن آلية حدوث آلام الوهمية، فالعديد من النظريات تداخلت مع بعضها البعض إلى حد كبير. تاريخيا، كان يعتقد أن آلام الوهمية الشبحية تنشأ من ورم عصبي موجود على رأس الجزء المبتور. فمن الاعراض الجانبيه بعد العمليات الجراحيه حدوث الاورام بسبب نمو غير طبيعي في الالياف العصبية المصابه. وعلى الرغم من أن الورم العصبي في المنطقة الجذعية تساهم في آلام الوهمية، الا أنها ليست السبب الوحيد. وذلك لأن المرضى الذين يعانون من نقص خلقي في أطرافهم في بعض الأحيان، يختبرون آلام الوهمية الشبحية. هذا يدل على أنه ليس هناك سبب واضح للطرف المسؤول عن الأحاسيس المؤلمة.

### آليات العصبية الطرفيه
يتم تشكل ورم عصبي في النهايات المتضرره نتيجة البتر في الجذع وينتج عنها رد فعل غير طبيعي، وكان يعتقد تاريخيا أن يكون الورم السبب الرئيسي في حدوث آلام الوهمية. على الرغم من أن الورم العصبي قادر على المساهمة في الألم الوهمي، ولكن لا يتم القضاء على الألم بشكل تام حتى بعد استئصال الورم. يعمل الورم على تحفيز إنتاج (c fiber) الذي يعمل على زيادة آلام الوهمية، ولكن الالم يبقى مستمر حتى بعد توقف إنتاج (fiber c) من الورم. ولذلك يعتقد أن الجهاز العصبي المحيطي الأكثر تاثيرا على الم الطرف الوهمي.

### آليات الحبل الشوكي
بالإضافة إلى آليات الطرفية، فأن آليات العمود الفقري لها تأثير على آلام الوهمية. إصابة الأعصاب الطرفية يمكن أن يؤدي إلى اتلاف (fiber c) في الجذع الخلفي للحبل الشوكي، وينتج عن ذلك عدم وجود للالياف وبالتالي حدوث تفرعات في الصفائح العصبية. " في حالة حدوث ذلك، فان عدم وجود للالياف عند المدخلات يتم الإبلاغ على انه منبهات ضارة وينتج عن ذلك وإنتاج للمادة P من الألياف Aβ الذي يحفز الاستثارية في الحبل الشوكي ". وذلك يفسر سبب معاناة الافراد الذين يعانون من اصابات بالحبل الشوكي وبالتالي شهدو آلام الوهمية.

### آليات المركزية وتخطيط القشرة الدماغيه
في ظل الظروف العادية، فإن الدوائر العصبية التي تحددها العوامل الوراثيه الموجوده في الدماغ تبقى مستقرة إلى حد كبير في جميع مراحل الحياة. 
كان يعتقد، حتى قبل نحو 30 عاما، أنه لا تتشكل دوائر عصبية جديدة في ادمغة البالغين من الثدييات. وفي الآونة الأخيرة، قد أظهرت دراسات التصوير بالرنين المغناطيسي الوظيفي في المبتورين اطرافهم أن أغلبهم شهدوا تغير في الدوائر القشرية الحركية. اغلب حالات حدوث إعادة تنظيم الحركة حدثت كانتقال إلى الاسفل من قشرة اليد إلى مناطق بارزة من الوجه، خاصة الشفاه. في بعض الاحيان هناك يحدث انتقال جانبي من القشرة الحركية لليد إلى القشرة المماثلة للجهة الأخرى. في المرضى الذين يعانون من الألم الوهمية في أطرافهم، أعادة التنظيم كان كاف لاحداث تغييرفي الشفاه البارزه إلى مناطق باليد فقط خلال حركات في الشفاه. كما وجد أن هناك علاقة ارتباط قوية بين حجم ألم الطرف الشبحي وإلى أي مدى حدث التحول من تمثيل القشرية من الفم إلى منطقة اليد. بالإضافة إلى ذلك، زادت الآلام الوهمية في مبتوري الأطراف العلوية، وكان هناك درجة أعلى من التحول والانتقال الوسطي للمناطق الحركيه البارزه من الوجه. وهناك نظريات متعددة في محاولة لتفسير كيف الخارطة القشرية تحدث في مبتوري الأطراف، ولكن لم يتم الوصول إلى تفسير منطقي لذلك.

### النسيج الغشائي العصبي
تقترح نظرية النسيج الغشائي العصبي أن هناك شبكة واسعة تربط بين المهاد واللحاء، والقشرة والجهاز الحوفي. " وهي النظرية التي تتجاوز نظرية مخطط الجسم ويتضمن الإدراك الواعي لنفسه. وتقترح هذه النظرية أن الإدراك الواعي والنظرة إلى الذات ولدت في الدماغ عن طريق أنماط من المدخلات التي يمكن تعديلها من قبل المدخلات الحسية المختلفة. هذه الشبكة محددة وراثيا، ويتم تعديلها في حياة الفرد في جميع المراحل من قبل مدخلات حسية مختلفه لتشكيل إشارة عصبية. الإشارة العصبية لجزء معين من الجسم هو الذي يحدد كيف يتم ملاحظة الإدراك.تشارك نظم المدخلات للاشارات العصبية بشكل اساسي بالانظمة الحسية الجسدية والطرفية والمهادية القشرية. وتهدف نظرية النسيج الغشائي العصبي إلى توضيح الصلة بين بعض النشاطات المتكرره المرتبطه بالالم التي ينتج عنها الالم الادراكي المسبق وبالتالي الالم الوهمي. استمرار الاشارات العصبية حتى بعد بتر الاطراف قد يكون السبب لما يشعر به المرضى من الاحاسيس الوهميه والالم وقد ينشأ الألم الوهمي من إعادة تنظيم غير طبيعي في النسيج الغشائي العصبي لعضو سابق الوجود.
هنالك تناقض كبير موجود في نظرية النسيج الغشائي العصبي لانها قد فشلت في توضيح لماذا التخلص من الاحاسيس الوهمية نادرا ما يزيل الالام الوهمية. كما أنها لا تعالج كيف يمكن للاحاسيس أن تنتهي من تلقاء نفسها وكيف أن بعض المبتورين لا يواجهون الأحاسيس الوهمية اطلاقا". بالاضافه إلى ذلك، النظرية محدودة بشكل كبير وذلك انها تاخذ بعين الاعتبار نطاقات واسعه للاسباب المؤدية لادراك آلام الطرف الوهمي.

## المعالجة
قد استخدمت أساليب مختلفة لعلاج آلام الأطراف الوهمية. قد يصف الأطباء الأدوية للحد من الألم. وقد ثبت أن بعض مضادات الاكتئاب أو مضادات الصرع أن يكون لها تأثير مفيد على الحد من الألم الطرف الشبحي. بالاضافه للعلاج الطبيعي مثل التدليك الخفيف، التحفيز الكهربائي.
هناك العديد من خيارات العلاج المختلفة لآلام الأطراف الوهمية التي تم اكتشافها حديثا. معظم العلاجات لا تأخذ بعين الاعتبار الآليات الكامنة وراء آلام وهمية، وبالتالي فهي غير فعالة. ومع ذلك، هناك عدد قليل من الخيارات العلاجية التي ثبتت للتخفيف من حدة الألم لبعض المرضى، ولكن خيارات العلاج هذه تكون عادة نسبة نجاحها أقل من 30٪. ومن المهم أن نلاحظ أن هذه نسبة النجاح لا تتجاوز تأثير الدواء الوهمي. ومن المهم أيضا أن نلاحظ أن درجة إعادة تنظيم القشرية يتناسب مع آلام الوهمية الطرفية، أي اضطرابات في المناطق المبتورة قد يزيد الإحساس بالألم. "

### معالجة بتقنيات غير جراحية

#### علاج مربع المراه
نظرية مربع المرآة تسمح لوهم الحركة واللمس في طرف مبتور عن طريق الحسية الجسدية وطريقة التحرك التي تجمع بين الوهم والحقيقة للطرف المبتور. العديد من المرضى خاضوا تجربة الالم بسبب وهم الطرف المبتور المشدود، ولأن الطرف الوهمي المبتور ليس خاضعا للتحكم الطوعي للانسان، الرخوة للطرف الوهمي المبتور تصبح مستحيلة. هذه النظرية تقدم ان الطرف الوهمي المبتور يشعر بالشلل لانه لا توجد استجابة من الوهم إلى الدماغ لتأكيد حصول عكس ذلك. العالم فيليانور س راماتشاندران يؤمن ان الدماغ إذا حصل على استجابة تصورية ان الطرف المبتور قد تحرك، فإن الطرف الوهمي المبتور سيصبح غير مشلول أو غير عاجز. بالرغم من ان استخدام نظرية المرآة اثبتت فعاليتها في بعض الحالات الا انه لم تلقى قبول عام على طريقة تطبيقها أو نجاحها بعد. في دراسة تمت سنة 2010 عن ألم الطرف الوهمي المبتور، مارتن دييرز وطلابه الجامعيين وجدو ان «في التجربة التحكمية العشوائية التي استخدمت التصور الحركي التدريجي وتجربة المرآة، المرضى الذين يعانون من متلازمة الألم الوهمي للطرف المبتور الصعبة قد ادت إلى انخفاض في الالم كما ادت إلى تحسن مهام استقبال العلاج تبعا إلى ستة أشهر وما بعد. هذه الدراسة وجدت ان نظرية المرآة لا تقدم نشاط ذهني كبير لدى المرضى ذوي الم الطرف الوهمي المبتور واستنتجت ان» الطريقة الأمثل لتبديل الألم وتمثيل الدماغ، وآلية الدماغ الكامنة تحت تأثيرات تمرين المرآة أو التصور الحركي، لا تزال مبهمة أو غير واضحة.
عدد من دراسات ابحاث على نطاق صغير اظهرت نتائج مشجعة، على الرغم من ذلك الا انه لا يوجد إجماع حالي على فعالية نظرية المرآة، مراجعات حديثة عن ابحاث ادبية قد نشرت من موسيلي وايزيندام استنتجت ان الادلة الداعمة لنظرية المرآة مجرد أقوال أو انها اتت من ابحاث ذات منهجية ضعيفة. في سنة 2011, في نطاق مراجعات واسع لمقالات عن نظرية المرآة ل روثجانجل لخصت البحث الخالي كما يأتي:
«السكتة الدماغية هناك جودة متوسطة نوعا ما لأدلة على نظرية المرآة كتدخل اضافي يحسن تعافي وظائف الذراع، وايضا جودة منخفضة من الأدلة فيما يتعلق بتقليل وظائف الطرف المبتور والألم بعد الصدمة. جودة الأدلة في المرضى الذين يعانون من ظاهرة الالم الموضعي الحاد والم الطرف الوهمي المبتور أيضا منخفض. النتائج الحاسمة لا يمكن معرفتها. القليل معروف فقط حول أي المرضى قد استجابو أكثر ما يكون من نظرية المرآة، وكيف ان هذه النظرية هي الأفضل ليتم استخدامها ام لا; مع الوصف الواضح لتدخل البروتوكولات يجب ان يتم التركيز على النتائج القياسية الناتجة ومنهجة الاثار السلبية الناتجة».

#### علاج الدوائي
التقنيات الدوائية غالبا ما تكون متزامنه مع خيارات علاجيه أخرى. جرعة من العقاقير المضادة للألم يتم تقليل استعمالها عندما يتم دمجها مع تقنيات أخرى، ولكن نادرا ما يتم وقفها تماما. مضادات الاكتئاب ثلاثية الحلقات، مثل امبرفلين ومسكرات قنوات الصوديوم، بشكل اساسي كاربامازيبين غالبا ما يستخدم لتخفيف الألم المزمن، ومؤخرا استخدمت في محاولة للحد من آلام الوهمية. ويمكن تحقيق تخفيف الألم أيضا من خلال استخدام المواد الأفيونية، الكيتامين، الكالسيتونين، والليدوكائين.

#### التقنيات الجراحية
التحفيز العميق للدماغ هو تقنية جراحية مستخدمه لتخفيف من ألام الطرف الشبحي. قبل الجراحة، يخضع المرضى لتقنيات تصوير الدماغ الوظيفية مثل المسح الضوئي [[تصوير مقطعي بالإصدار البوزيتروني|التصوير المقطعي بالإصدار البوزيتروني}} والتصوير بالرنين المغناطيسي الوظيفي لتحديد مسار مناسب لمركز الالم. ويستخدم مخدر موضعي اثناء الجراحة لتجنب ردود الفعل المريض خلال العملية.
في دراسة أجراها بيطار وآخرون، تم وضع ترددات اشعاعيه ناتجه من القطب بأربع مواقع مختلفه موجودة في الدماغ. ومن ثم تم تغيير مواقع الاتصال بشكل بسيط بحيث يشعر المريض باكبر تخفيف ممكن من الالم، ومن ثم تم تحديد موقع تحرير الالم الاقصى وزرع القطب الكهربائي في الجمجمة. بعد الجراحة الأولية والثانوية تحت التخدير العام يتم زرع مولد النبض تحت الجلد في جيب الصدرية تحت الترقوة لتحفيز الكهربائي. وقد تبين أن جميع المرضى الثلاثة التي شملتها الدراسة قد تم تخفيف الآلام بشكل مرضي من التحفيز العميق للمخ، لم يتم القضاء على الالام بشكل نهائي ولكن تم تخفيضها بنسبة تزيد عن ال 50٪.